# Шуллер, Гунтер
Гу́нтер Шу́ллер (Schuller Gunther; 22 ноября 1925, Нью-Йорк — 21 июня 2015, Бостон) — американский валторнист, композитор, музыковед, музыкальный педагог.
По происхождению немец. Учился игре на флейте и валторне в Манхэттенской школе музыки (не окончил), композицией занимался самостоятельно.
В 1943–1945 — первый валторнист в Симфоническом оркестре Цинциннати, в 1945—1959 — валторнист в оркестре Метрополитен-оперы. С 1950 преподавал игру на валторне в Манхэттенской школе музыки. В 1966—1977 президент Консерватории Новой Англии (Бостон), в 1970–1984 художественный руководитель Танглвудского музыкального центра. Среди многочисленных сочинений: джазовая опера «The Visitation» (на основе романа «Процесс» Ф. Кафки; Гамбург, 1966), Концертино для джазового квартета с оркестром (1959), «7 этюдов на темы Пауля Клее» для оркестра (1959), «Путешествие в джаз» (пьеса для чтеца, симфонического оркестра и джазового ансамбля, призванная ввести молодого человека в мир джаза, 1962).
Наиболее известен как автор двух фундаментальных монографий по истории джаза: «Early jazz: its roots and musical development» (Oxford University Press, 1968) и «The Swing era: the development of jazz, 1930–1945» (Oxford University Press, 1989), которые неоднократно переиздавались.
Ввёл в употребление термин «третье течение» (англ. third stream), настаивал (в противовес большинству критиков, взявших термин на вооружение), что понятие не является разновидностью джаза, а представляет собой обособленный род музыки.